# Pitsos
Pitsos (griechisch Πίτσος) war ein Athener Hersteller von Haushaltsgeräten der zu BSH Hausgeräte gehörte. Produziert wurden für die Marken des Mutterkonzerns Herde, während in Griechenland auch andere Geräte des Konzerns als Pitsos verkauft werden, wo der Marktanteil von 40 % war. 2020 wurde das Werk geschlossen und die Anlagen an Pyramis verkauft. 

## Geschichte
Pitsos wurde 1865 in Athen gegründet und fertigte Ölöfen und Gasherde. Ab 1959 begann die Fertigung von Kühlschränken, später erweitert mit Fernsehapparaten und weiteren Haushaltsgeräten. 1977 übernahm Siemens als Anteilseigner der BSH Hausgeräte das Unternehmen, 2015 wurden sämtliche Anteile an die Robert Bosch GmbH (ebenfalls Anteilseignerin von BSH) verkauft. Während die Produkte von Pitsos in anderen Ländern unter den Namen Siemens und Bosch verkauft werden, führt die Angebotspalette in Griechenland den Namen Pitsos, ergänzt durch Hausgeräteprodukte der BSH-Gruppe. 2017 gab der Bosch-Konzern bekannt, dass seine Tochterfirma BSH plant, die Produktion im historischen Pitsos-Werk Ende 2018 einzustellen.
Das Unternehmen beschäftigte 1200 Personen und fertigte 400.000 Geräte im Jahr, davon wurden 30 % exportiert.

## „die neue Pitsos“
Unmittelbar nach Schließung des Werks trat Pyramis an BSH heran mit dem Vorschlag Pitsos zu kaufen. BSH zeigte wenig Interesse an einem Verkauf, schlussendlich übernahm Pyramis die Produktionsanlagen und wird die Fertigung unter eigenem Namen in einem neuen Werk wieder aufnehmen. BSH behält das Werk und den Markennamen.